# Thrypticomyia brevicuspis
Thrypticomyia brevicuspis är en tvåvingeart som först beskrevs av Alexander 1929.  Thrypticomyia brevicuspis ingår i släktet Thrypticomyia och familjen småharkrankar. Inga underarter finns listade i Catalogue of Life.